# Brisingenes multicostata
Brisingenes multicostata är en sjöstjärneart som först beskrevs av Addison Emery Verrill 1894.  Brisingenes multicostata ingår i släktet Brisingenes och familjen Brisingidae. Inga underarter finns listade i Catalogue of Life.